# مايكل بيسلي
مايكل بيسلي (بالإنجليزية: Michael Beasley)‏ مواليد 9 يناير 1989، هو لاعب كرة سلة أمريكي يلعب مع فريق ميامي هيت في الرابطة الوطنية لكرة السلة ويحمل الرقم 30. يبلغ طوله 6 قدم 9 بوصة (2.1 م).

## فرق لعب لها
- مينيسيوتا تيمبر وولفز
- فينيكس صنز
- ميامي هيت

## الميداليات
| الميدالية | المسابقة                                    |
| --------- | ------------------------------------------- |
| فضية      | كأس العالم للشباب تحت 19سنة لكرة السلة 2007 |

## روابط خارجية
- مايكل بيسلي على موقع IMDb (الإنجليزية)
- مايكل بيسلي على موقع الاتحاد الدولي لكرة السلة (الإنجليزية)
- مايكل بيسلي على موقع إن بي أي (الإنجليزية)
- مايكل بيسلي على موقع سبورتس رفرنس (الإنجليزية)
- مايكل بيسلي على موقع كرة السلة الأوروبية.كوم (الإنجليزية)
- مايكل بيسلي على موقع إي إس بي إن.كوم (الإنجليزية)
- مايكل بيسلي على موقع كلية كرة السلة في سبورتس رفرنس.كوم (الإنجليزية)
- مايكل بيسلي على موقع ريلجم (الإنجليزية)
- مايكل بيسلي على موقع بروبوليرز (الإنجليزية)
- مايكل بيسلي على موقع سبورتس رفرنس (الإنجليزية)